# ۷۵۱ (قمری)
۷۵۱ (قمری)، هفتصد و پنجاه و یکمین سال در گاهشماری هجری قمری است. اول محرم این سال برابر با نوزدهم مارس سال ۱۳۵۰ میلادی است.